# Troisième circonscription du Haut-Rhin
La troisième circonscription du Haut-Rhin est une circonscription législative française. Depuis le redécoupage électoral de 2010, elle est composée de cinq cantons : Altkirch, Dannemarie, Ferrette, Hirsingue et Huningue.

## Description géographique et démographique

### De 1958 à 1986
Le département avait cinq circonscriptions.
La troisième circonscription du Haut-Rhin était composée de :
- canton d'Altkirch
- canton de Cernay
- canton de Dannemarie
- canton de Ferrette
- canton de Hirsingue
- canton de Masevaux
- canton de Saint-Amarin
- canton de Thann

Source : Journal Officiel du 14-15 Octobre 1958.

### De 1988 à 2012
La 3e circonscription du Haut-Rhin était constituée de cinq cantons : 
- Canton d'Altkirch
- Canton de Dannemarie
- Canton de Ferrette
- Canton de Hirsingue
- Canton de Masevaux
- Canton de Saint-Amarin
- Canton de Thann.

Ancienne possession de la famille impériale Habsbourg jusqu'en 1648, le Sundgau est resté très largement catholique ; les cantons vosgiens de Masevaux et Saint-Amarin sont aussi tout aussi majoritairement catholiques. La ville de Thann, plus industrielle, reste elle aussi de tradition catholique. La part des populations protestantes dans la circonscription est l'une des plus faibles d'Alsace, ceci étant la conséquence logique du principe "cujus regio ejus religio" appliquée en Alsace après 1555, qui favorisa le catholicisme dans cette partie de la région. La pratique catholique y est d'ailleurs très élevée.
À l'exception d'une partie importante des communes du canton de Dannemarie (Chavannes s/l'Etang, Montreux-Vieux), la circonscription est historiquement quasi exclusivement dialectophone et germanophone. Le niveau de pratique de l'Alsacien reste aujourd'hui plus élevé que dans le reste du Haut-Rhin, et cela aussi bien dans le Sundgau que dans les cantons vosgiens. La pratique usuelle du Français ne s'est réellement répandue qu'à partir des années 1950-1960, et cela très progressivement. Le dialecte alsacien prend dans le Sundgau, notamment à Ferrette, une forme assez particulière, proche du "Schwizerdütsch" voisin.

### Depuis 2012
Depuis le redécoupage électoral de 2010, supprimant une circonscription dans le Haut-Rhin, la troisième circonscription regroupe les cantons suivants :
- Canton d'Altkirch
- Canton de Dannemarie
- Canton de Ferrette
- Canton de Hirsingue
- Canton de Huningue / Canton de Saint-Louis (Haut-Rhin)

## Description politique
Circonscription regroupant une partie des arrondissements d'Altkirch et de Thann, elle était durant l'entre-deux-guerres le fief du catholicisme autonomiste alsacien, incarné par le « lion du Sundgau » Eugène Ricklin, ancien président du Landtag d'Alsace-Lorraine et député au Reichstag, élu en 1928 dans une très forte démonstration de protestation, alors qu'il était en prison à Colmar. Le parti catholique Union populaire républicaine avait en effet réalisé à Altkirch et Thann parmi ses meilleurs résultats régionaux, rassemblant aux élections de 1919 à 1936 des majorités considérables. Les députés Stürmel à Altkirch, élu en remplacement de Ricklin, et Brom à Thann étant réélus à chaque élection au premier tour, et la plupart des conseillers généraux était membres de l'UPR.
Cette domination de la démocratie-chrétienne se prolongea sous la IVe république à travers les scores remarquables réalisés par le MRP aux élections de 1946, 1951 et surtout 1956. Manquant cependant d'un leader charismatique, le parti démocrate-chrétien ne put conserver la circonscription lors de la vague gaulliste de 1958. Le maire d'Altkirch J. Perrin (UNR) fut élu contre le candidat MRP J. Wasmer, venu de Mulhouse. Le député gaulliste l'emportait largement dans le Sundgau, jusqu'alors fief MRP, alors que son adversaire conservait à lui les vallées vosgiennes et la ville de Thann. J. Perrin fut réélu facilement en 1962, puis céda son siège au conseiller général de Ferrette, l'UDR A. Jenn, qui fut facilement élu en 1967 et 1968, notamment contre le maire MRP de Thann et futur sénateur Pierre Schiélé. En 1965, le général de Gaulle rassemblait ici plus de 70 % des voix au second tour. À partir de 1973, le maire RPR d'Illfurth, P. Weisenhorn, domina la circonscription, étant élu contre le candidat démocrate-chrétien de Masevaux. Il fut réélu facilement en 1978, 1981 et 1986, limitant la poussée UDF dans l'arrondissement.
Circonscription très hétérogène regroupant les cantons vosgiens de Saint-Amarin et Masevaux, le Sundgau avec les cantons de Dannemarie, Ferrette, Altkirch et Hirsingue, ainsi que la ville de Thann, la 3e circonscription présente donc depuis 1958 une orientation politique nettement affirmée à droite. Longtemps les duels politiques se sont déroulés entre les candidats gaullistes, le plus souvent issu du Sundgau, et les candidats démocrates-chrétiens, pour beaucoup issus des vallées vosgiennes ou de la ville de Thann. Depuis 1988, le député RPR puis UMP Jean-Luc Reitzer est le candidat unique de ces tendances et rassemble d'importantes majorités. En 1988, 1993 et 2002, il fut réélu au 1er tour avec 60, 63 et 59 % des voix. Sa mise en ballottage en 1997 dans un contexte de reflux de la droite a beaucoup surpris. Il fut cependant réélu par une marge considérable contre le candidat PS thannois (66 % des voix).
Le PS apparaît implanté sur la ville et le canton de Thann (détenu depuis 1989 par un maire socialiste) mais reste très faible aussi bien dans les vallées de Saint-Amarin et Masevaux que dans le Sundgau. À l'opposé, la droite dispose de majorités considérables dans les cantons sundgauviens, marqués par une très forte tradition catholique, et de majorités larges dans les vallées vosgiennes. Le FN est présent dans la circonscription à un niveau plus faible que dans le reste de l'Alsace, mais qui reste important (entre 16 et 20 % aux élections locales, mais près de 25 % en 2002), il est très implanté dans le canton de Saint-Amarin (J.-M. Le Pen y avait atteint 33 % des voix en 2002).
Aux élections présidentielles la circonscription s'est montrée fidèle aux candidats de droite. En 1988 elle avait choisi J.Chirac avec 52,85 %. En 1995 elle plaçait E. Balladur (27 %) en tête, L. Jospin (15 %) n'y arrivant que 4e (derrière J.M Le Pen 25 % et J.Chirac 16 %) et avait voté pour J.Chirac (60,8 %). En 2002 J.-M. Le Pen y était arrivé en tête (24,9 %) devant J. Chirac (19,4 %) et François Bayrou (8,7 %), L. Jospin réalisait l'un de ses plus mauvais scores nationaux (8,4 %).
À l'occasion des élections présidentielle et législative de 2007, l'ancrage à droite du Sundgau s'est très largement renforcé, alors même que la ville de Thann connaissait une forte poussée du vote en faveur des candidats de droite, cette évolution d'ensemble apportant une nette domination de la droite sur l'ensemble de la circonscription. Le premier tour de la présidentielle plaça de fait Nicolas Sarkozy nettement en tête, avec 37,5 % des voix il faisait presque deux fois mieux que Jacques Chirac en 2002. Il réalisait son meilleur score alsacien à Ferrette (45,1 %), dépassant 41 % à Hirsingue, et s'approchant de la barre des 40 % à Altkirch et Dannemarie, il obtenait 35 % des suffrages dans les vallées vosgiennes de Saint-Amarin et Masevaux, et s'en approchait avec 33 % à Thann, progressant ici très fortement. Le candidat UDF, F.Bayrou, arrivait second dans cet ancien fief de la démocratie-chrétienne, n'obtenant cependant qu'un résultat modeste - inférieur à sa moyenne alsacienne-  avec 19,8 %, il ne dépassait 20 % qu'à Altkirch et Thann, s'en approchait à Dannemarie, Ferrette et Hirsingue, alors qu'il n’obtenait que 18 % dans les vallées vosgiennes. C'est le candidat du FN, J.-M. Le Pen, autrefois représentant de près de 25 % des voix de la circonscription, qui se plaçait troisième avec 14,8 %, perdant plus de 10 points au profit de N.Sarkozy, et, dans une moindre mesure, de F.Bayrou. Bien qu'affaibli, il dépassait toujours 15 % des suffrages dans le nord de la circonscription, particulièrement à Saint-Amarin (18 %) et Thann (16 %). Enfin, S. Royal n'arrivait que quatrième avec 14,1 % des voix, ne dépassant pas 10 % à Ferrette (9,5 %) et 14 % dans le Sundgau, elle atteignait 17 % à Thann, en net retrait du score de L.Jospin en 1995, et 13 % à Saint-Amarin. Dans ce contexte, le résultat de N. Sarkozy réussissait à fédérer une très large part des voix UDF et FN au second tour, et obtenait ainsi 68,8 % des voix, dépassant 75 % à Ferrette - l'un de ses meilleurs scores nationaux - et 70 % à Hirsingue, les frôlait à Saint-Amarin, Altkirch et Dannemarie, tout en dépassant 64 % à Masevaux et surtout près de 63 % à Thann, dont le vote en faveur de la gauche avait jusqu'alors été beaucoup plus élevé. La domination du candidat de droite s'opérait donc, pour la première fois depuis 1974, dans une ampleur et une homogénéité très forte.
Les élections législatives de juin confirmèrent et amplifièrent encore les tendances de la présidentielle, permettant au député sortant, J-L Reitzer, d'être très facilement réélu au premier tour avec 63,8 % des voix. Le candidat UMP avait incontestablement bénéficié dès le premier tour d'une majeure partie des voix UDF et FN s'étant portés sur N.Sarkozy le 6 mai, ce que confirmait la déconfiture de la candidate Modem, J. Blény-Wadel (7,4 %), qui ne dépassait 10 % dans aucun canton, et du candidat FN (3,9 %). L'ampleur de la réélection du député, proche de celle de 1993, lui permettait au contraire d'obtenir la majorité absolue dans l'ensemble des cantons, y compris Thann jusqu'alors plus favorable à la gauche. Ses scores variaient de 74 % à Ferrette à 55 % à Thann, confirmant cependant la persistance d'une hétérogénéité certaine dans cette circonscription très étendue. La candidate PS, M. Diffor déjà présente en 2002, confirmait son score précédent, avec 12,7 %, mais réalisait de meilleures performances à Thann, où elle régressait cependant, et dans les vallées vosgiennes que dans le Sundgau, où elle ne dépassait pas 10 %.
Circonscription la plus étendue du département, l'arrondissement d'Altkirch-Thann a cependant réduit quelque peu les différences qui le marquait jusqu'alors, cette évolution étant permise par le renforcement de la domination de la droite tant dans le Sundgau qu'à Thann. Ce faisant, la géographie électorale reste marquée par un très fort ancrage du Sundgau à droite, dépassant 70 % lors de la présidentielle le 6 mai et le 10 juin dans le soutien au maire d'Altkich, capitale du Sundgau, J-L Reitzer. Par ailleurs, le vote en faveur de la droite s'est considérablement accru à Thann, à la fois au détriment du FN, mais aussi d'une baisse relative des votes en faveur de la gauche, tant aux présidentielles qu'aux législatives. En dépassant 62 % sur le canton, et en frôlant 60 % sur la ville de Thann, N.Sarkozy a considérablement amélioré les performances de la droite, retrouvant le niveau de V.Giscard d'Estaing en 1974. De même, sa progression, confirmée par le score des législatives, dans les vallées vosgienne, assurent une domination désormais très large - proche du niveau du Sundgau - tant à Masevaux qu'à Saint-Amarin, bénéficiant là aussi des mêmes effets qu'à Thann. La circonscription sort donc de ces échéances non modifiées, mais plus encore ancrée à droite.

## Historique des résultats
| Législature | Début de mandat | Fin de mandat  | Député            | Parti politique | Observations |
| ----------- | --------------- | -------------- | ----------------- | --------------- | --- |
| Ire         | 9 décembre 1958 | 9 octobre 1962 | Joseph Perrin     | UNR             | Maire d'Altkirch. Mandat écourté à la suite d'une dissolution parlementaire décidée par Charles de Gaulle.                                                                       |
| IIe         | 6 décembre 1962 | 2 avril 1967   | Joseph Perrin     | UNR             | Maire d'Altkirch. |
| IIIe        | 3 avril 1967    | 30 mai 1968    | Alphonse Jenn     | UDVe            | Conseiller général de Ferrette. Mandat écourté à la suite d'une dissolution parlementaire décidée par Charles de Gaulle.                                                         |
| IVe         | 11 juillet 1968 | 1er avril 1973 | Alphonse Jenn     | UDVe            | Conseiller général de Ferrette. |
| Ve          | 2 avril 1973    | 2 avril 1978   | Pierre Weisenhorn | UDR             | Maire d'Illfurth. |
| VIe         | 3 avril 1978    | 22 mai 1981    | Pierre Weisenhorn | RPR             | Maire d'Illfurth. Mandat écourté à la suite d'une dissolution parlementaire décidée par François Mitterrand.                                                                     |
| VIIe        | 2 juillet 1981  | 1er avril 1986 | Pierre Weisenhorn | RPR             | Maire d'Illfurth. |
| VIIIe       | 2 avril 1986    | 14 mai 1988    | Pierre Weisenhorn | RPR             | Maire d'Illfurth. Proportionnelle par département, pas de député par circonscription. Mandat écourté à la suite d'une dissolution parlementaire décidée par François Mitterrand. |
| IXe         | 23 juin 1988    | 1er avril 1993 | Jean-Luc Reitzer  | RPR             | Maire d'Altkirch. |
| Xe          | 2 avril 1993    | 21 avril 1997  | Jean-Luc Reitzer  | RPR             | Maire d'Altkirch. Mandat écourté à la suite d'une dissolution parlementaire décidée par Jacques Chirac.                                                                          |
| XIe         | 12 juin 1997    | 18 juin 2002   | Jean-Luc Reitzer  | RPR             | Maire d'Altkirch. |
| XIIe        | 19 juin 2002    | 19 juin 2007   | Jean-Luc Reitzer  | UMP             | Maire d'Altkirch. |
| XIIIe       | 20 juin 2007    | 19 juin 2012   | Jean-Luc Reitzer  | UMP             | Maire d'Altkirch. |
| XIVe        | 20 juin 2012    | 20 juin 2017   | Jean-Luc Reitzer  | UMP             | Maire d'Altkirch. |
| XVe         | 21 juin 2017    | 21 juin 2022   | Jean-Luc Reitzer  | LR              | Maire puis maire honoraire d'Altkirch. |
| XVIe        | 22 juin 2022    | 9 juin 2024    | Didier Lemaire    | Horizons        | Conseiller municipal d'Altkirch. Mandat écourté à la suite d'une dissolution parlementaire décidée par Emmanuel Macron.                                                          |

## Historique des élections

### Élections de 1958
| Candidat       | Candidat          | Parti          | Premier tour | Premier tour | Second tour | Second tour |  |
| Candidat       | Candidat          | Parti          | Voix         | %            | Voix        | %           |  |
| -------------- | ----------------- | -------------- | ------------ | ------------ | ----------- | ----------- |  |
|                | Joseph Wasmer     | MRP            | 20 517       | 38,86        | 18 143      | 33,95       |  |
|                | Joseph Perrin élu | UNR            | 16 933       | 32,07        | 32 816      | 61,41       |  |
|                | René Blauel       | CNIP           | 8 152        | 15,44        | Retrait     | Retrait     |  |
|                | Aloïse Libold     | PCF            | 2 671        | 5,06         | 2 476       | 4,63        |  |
|                | Paul Dungler      | Modérés        | 2 410        | 4,56         |             |             |  |
|                | Antoine Koch      | SFIO           | 2 110        | 4            |             |             |  |
|                |                   |                |              |              |             |             |  |
| Inscrits       | Inscrits          | Inscrits       | 69 760       | 100,00       | 69 706      | 100,00      |  |
| Abstentions    | Abstentions       | Abstentions    | 14 750       | 21,14        | 15 003      | 21,52       |  |
| Votants        | Votants           | Votants        | 55 010       | 78,86        | 54 703      | 78,48       |  |
| Blancs et nuls | Blancs et nuls    | Blancs et nuls | 2 217        | 4,03         | 1 268       | 2,32        |  |
| Exprimés       | Exprimés          | Exprimés       | 52 793       | 95,97        | 53 435      | 97,68       |  |

Le suppléant de Joseph Perrin était Xavier Herrgott, maire de Cernay.

### Élections de 1962
|                | Joseph Perrin sortant réélu | UNR-UDT        | 33 898 | 66,81  |  |  |  |
|                | Pierre Schielé              | MRP            | 11 509 | 22,68  |  |  |  |
|                | Fernand Bourger             | PSU            | 3 023  | 5,96   |  |  |  |
|                | Aloïse Libold               | PCF            | 2 311  | 4,55   |  |  |  |
|                |                             |                |        |        |  |  |  |
| Inscrits       | Inscrits                    | Inscrits       | 69 974 | 100,00 |  |  |  |
| Abstentions    | Abstentions                 | Abstentions    | 17 484 | 24,99  |  |  |  |
| Votants        | Votants                     | Votants        | 52 490 | 75,01  |  |  |  |
| Blancs et nuls | Blancs et nuls              | Blancs et nuls | 1 749  | 3,33   |  |  |  |
| Exprimés       | Exprimés                    | Exprimés       | 50 741 | 96,67  |  |  |  |

Le suppléant de Joseph Perrin était Xavier Herrgott.

### Élections de 1967
| Candidat       | Candidat          | Parti          | Premier tour | Premier tour | Second tour | Second tour |  |
| Candidat       | Candidat          | Parti          | Voix         | %            | Voix        | %           |  |
| -------------- | ----------------- | -------------- | ------------ | ------------ | ----------- | ----------- |  |
|                | Alphonse Jenn élu | UD-Ve          | 27 730       | 48,51        | 31 013      | 57,77       |  |
|                | Louis Uhlrich     | CD (PDM)       | 22 014       | 38,51        | 22 669      | 42,23       |  |
|                | Albert Lantz      | PCF            | 4 422        | 7,74         |             |             |  |
|                | Antoine Koch      | FGDS (SFIO)    | 2 995        | 5,24         |             |             |  |
|                |                   |                |              |              |             |             |  |
| Inscrits       | Inscrits          | Inscrits       | 69 375       | 100,00       | 69 372      | 100,00      |  |
| Abstentions    | Abstentions       | Abstentions    | 9 949        | 14,34        | 12 826      | 18,49       |  |
| Votants        | Votants           | Votants        | 59 426       | 85,66        | 56 546      | 81,51       |  |
| Blancs et nuls | Blancs et nuls    | Blancs et nuls | 2 265        | 3,81         | 2 864       | 5,06        |  |
| Exprimés       | Exprimés          | Exprimés       | 57 161       | 96,19        | 53 682      | 94,94       |  |

Le suppléant de Alphonse Jenn était Xavier Herrgott

### Élections de 1968
|                | Alphonse Jenn sortant réélu | UDR (URP)      | 34 130 | 60,33  |  |  |  |
|                | Louis Uhlrich               | CD (PDM)       | 14 774 | 26,12  |  |  |  |
|                | Albert Lantz                | PCF            | 3 211  | 5,68   |  |  |  |
|                | Bernard Besançon            | PSU            | 3 105  | 5,49   |  |  |  |
|                | Antoine Koch                | FGDS (SFIO)    | 1 351  | 2,39   |  |  |  |
|                |                             |                |        |        |  |  |  |
| Inscrits       | Inscrits                    | Inscrits       | 69 272 | 100,00 |  |  |  |
| Abstentions    | Abstentions                 | Abstentions    | 11 340 | 16,37  |  |  |  |
| Votants        | Votants                     | Votants        | 57 932 | 83,63  |  |  |  |
| Blancs et nuls | Blancs et nuls              | Blancs et nuls | 1 361  | 2,35   |  |  |  |
| Exprimés       | Exprimés                    | Exprimés       | 56 571 | 97,65  |  |  |  |

Le suppléant de Alphonse Jenn était Xavier Herrgott

### Élections de 1973
| Candidat       | Candidat              | Parti          | Premier tour | Premier tour | Second tour | Second tour |  |
| Candidat       | Candidat              | Parti          | Voix         | %            | Voix        | %           |  |
| -------------- | --------------------- | -------------- | ------------ | ------------ | ----------- | ----------- |  |
|                | Pierre Weisenhorn élu | UDR (URP)      | 24 226       | 41,76        | 28 187      | 53,35       |  |
|                | Louis Uhlrich         | CD (MR)        | 20 103       | 34,65        | 24 646      | 46,65       |  |
|                | Édouard Black         | PS (UGSD)      | 6 036        | 10,41        |             |             |  |
|                | Auguste Bechler       | PCF            | 4 961        | 8,55         |             |             |  |
|                | Aimé Brun             | Divers         | 2 684        | 4,63         |             |             |  |
|                |                       |                |              |              |             |             |  |
| Inscrits       | Inscrits              | Inscrits       | 71 560       | 100,00       | 71 567      | 100,00      |  |
| Abstentions    | Abstentions           | Abstentions    | 11 288       | 15,77        | 14 179      | 19,81       |  |
| Votants        | Votants               | Votants        | 60 272       | 84,23        | 57 388      | 80,19       |  |
| Blancs et nuls | Blancs et nuls        | Blancs et nuls | 2 262        | 3,75         | 4 555       | 7,94        |  |
| Exprimés       | Exprimés              | Exprimés       | 58 010       | 96,25        | 52 833      | 92,06       |  |

Le suppléant de Pierre Weisenhorn était René Fuchs, directeur de collège d'enseignement technique, maire de Staffelfelden.

### Élections de 1978
| Candidat       | Candidat                        | Parti          | Premier tour | Premier tour | Second tour | Second tour |  |
| Candidat       | Candidat                        | Parti          | Voix         | %            | Voix        | %           |  |
| -------------- | ------------------------------- | -------------- | ------------ | ------------ | ----------- | ----------- |  |
|                | Pierre Weisenhorn sortant réélu | RPR            | 29 033       | 42,61        | 44 033      | 66,09       |  |
|                | Jean-Pierre Baeumler            | PS             | 14 233       | 20,89        | 22 593      | 33,91       |  |
|                | Pierre Brand                    | UDF (CDS)      | 13 750       | 20,18        | Retrait     | Retrait     |  |
|                | Solange Fernex                  | Écologie 78    | 4 650        | 6,82         |             |             |  |
|                | Auguste Bechler                 | PCF            | 4 333        | 6,36         |             |             |  |
|                | Thérèse Garret                  | Extrême gauche | 1 177        | 1,73         |             |             |  |
|                | Alex Loos                       | MRG            | 731          | 1,07         |             |             |  |
|                | Bernadette Meyer                | Extrême gauche | 235          | 0,34         |             |             |  |
|                |                                 |                |              |              |             |             |  |
| Inscrits       | Inscrits                        | Inscrits       | 82 205       | 100,00       | 82 248      | 100,00      |  |
| Abstentions    | Abstentions                     | Abstentions    | 12 185       | 14,82        | 12 606      | 15,33       |  |
| Votants        | Votants                         | Votants        | 70 020       | 85,18        | 69 642      | 84,67       |  |
| Blancs et nuls | Blancs et nuls                  | Blancs et nuls | 1 878        | 2,68         | 3 016       | 4,33        |  |
| Exprimés       | Exprimés                        | Exprimés       | 68 142       | 97,32        | 66 626      | 95,67       |  |

Le suppléant de Pierre Weisenhorn était René Fuchs.

### Élections de 1981
| Candidat       | Candidat                        | Parti          | Premier tour | Premier tour | Second tour | Second tour |  |
| Candidat       | Candidat                        | Parti          | Voix         | %            | Voix        | %           |  |
| -------------- | ------------------------------- | -------------- | ------------ | ------------ | ----------- | ----------- |  |
|                | Pierre Weisenhorn sortant réélu | RPR (UNM)      | 24 627       | 42,62        | 34 571      | 55,95       |  |
|                | Jean-Pierre Baeumler            | PS             | 18 446       | 31,92        | 27 213      | 44,04       |  |
|                | Jean-Luc Reitzer                | diss. RPR      | 10 046       | 17,39        |             |             |  |
|                | Solange Fernex                  | MÉP            | 2 909        | 5,03         |             |             |  |
|                | Auguste Bechler                 | PCF            | 1 752        | 3,03         |             |             |  |
|                |                                 |                |              |              |             |             |  |
| Inscrits       | Inscrits                        | Inscrits       | 85 657       | 100,00       | 85 654      | 100,00      |  |
| Abstentions    | Abstentions                     | Abstentions    | 26 773       | 31,26        | 22 173      | 25,89       |  |
| Votants        | Votants                         | Votants        | 58 884       | 68,74        | 63 481      | 74,11       |  |
| Blancs et nuls | Blancs et nuls                  | Blancs et nuls | 1 104        | 1,87         | 1 697       | 2,67        |  |
| Exprimés       | Exprimés                        | Exprimés       | 57 780       | 98,13        | 61 784      | 97,33       |  |

Le suppléant de Pierre Weisenhorn était le Docteur Gilbert Michel, Premier adjoint au maire de Wittelsheim.

### Élections de 1988
|                | Jean-Luc Reitzer élu | RPR (URC)      | 28 190 | 60,99  |  |  |  |
|                | Jean-Marie Huez      | PS             | 12 033 | 26,03  |  |  |  |
|                | Maurice Bruna        | FN             | 4 930  | 10,66  |  |  |  |
|                | Marcel Golay         | PCF            | 1 064  | 2,30   |  |  |  |
|                | Jules Huck           | Divers droite  | 3      | 0      |  |  |  |
|                |                      |                |        |        |  |  |  |
| Inscrits       | Inscrits             | Inscrits       | 70 154 | 100,00 |  |  |  |
| Abstentions    | Abstentions          | Abstentions    | 22 700 | 32,36  |  |  |  |
| Votants        | Votants              | Votants        | 47 454 | 67,64  |  |  |  |
| Blancs et nuls | Blancs et nuls       | Blancs et nuls | 1 234  | 2,6    |  |  |  |
| Exprimés       | Exprimés             | Exprimés       | 46 220 | 97,4   |  |  |  |

Le suppléant de Jean-Luc Reitzer était Jean-Paul Heider, chef d'entreprise, Premier Vice-Président du Conseil régional, adjoint au maire de Thann.

### Élections de 1993
|                | Jean-Luc Reitzer sortant réélu | RPR (UPF)      | 31 350 | 62,37  |  |  |  |
|                | Guy Lehning                    | Les Verts (EÉ) | 6 372  | 12,86  |  |  |  |
|                | Roland Thévenot                | FN             | 5 654  | 11,41  |  |  |  |
|                | Jean-Marie Maurer              | PS (ADFP)      | 4 030  | 8,13   |  |  |  |
|                | Claude Canard                  | LO             | 1 132  | 2,28   |  |  |  |
|                | Joseph Simeoni                 | PCF            | 1 013  | 2,04   |  |  |  |
|                | Marie-Christine Diveaux        | Divers         | 0      | 0,00   |  |  |  |
|                |                                |                |        |        |  |  |  |
| Inscrits       | Inscrits                       | Inscrits       | 72 815 | 100,00 |  |  |  |
| Abstentions    | Abstentions                    | Abstentions    | 20 312 | 27,9   |  |  |  |
| Votants        | Votants                        | Votants        | 52 503 | 72,1   |  |  |  |
| Blancs et nuls | Blancs et nuls                 | Blancs et nuls | 2 952  | 5,62   |  |  |  |
| Exprimés       | Exprimés                       | Exprimés       | 49 551 | 94,38  |  |  |  |

Le suppléant de Jean-Luc Reitzer était Jean-Paul Heider.

### Élections de 1997
| Candidat       | Candidat                       | Parti          | Premier tour | Premier tour | Second tour | Second tour |  |
| Candidat       | Candidat                       | Parti          | Voix         | %            | Voix        | %           |  |
| -------------- | ------------------------------ | -------------- | ------------ | ------------ | ----------- | ----------- |  |
|                | Jean-Luc Reitzer sortant réélu | RPR            | 23 622       | 46,62        | 32 394      | 66,29       |  |
|                | Michel Habib                   | PS             | 9 041        | 17,85        | 16 476      | 33,71       |  |
|                | Patrick Binder                 | FN             | 8 871        | 17,51        |             |             |  |
|                | Antoine Waechter               | MÉI            | 3 942        | 7,78         |             |             |  |
|                | Christiane Rolandez            | LO             | 1 325        | 2,62         |             |             |  |
|                | Joseph Simeoni                 | PCF            | 1 192        | 2,35         |             |             |  |
|                | Irène Boigeol                  | Divers droite  | 927          | 1,83         |             |             |  |
|                | Joseph Rolland                 | LDI (MPF)      | 878          | 1,73         |             |             |  |
|                | Martin Hell                    | Divers (UPA)   | 866          | 1,71         |             |             |  |
|                |                                |                |              |              |             |             |  |
| Inscrits       | Inscrits                       | Inscrits       | 74 259       | 100,00       | 74 259      | 100,00      |  |
| Abstentions    | Abstentions                    | Abstentions    | 20 699       | 27,87        | 21 856      | 29,43       |  |
| Votants        | Votants                        | Votants        | 53 560       | 72,13        | 52 403      | 70,57       |  |
| Blancs et nuls | Blancs et nuls                 | Blancs et nuls | 2 896        | 5,41         | 3 533       | 6,74        |  |
| Exprimés       | Exprimés                       | Exprimés       | 50 664       | 94,59        | 48 870      | 93,26       |  |

Le suppléant de Jean-Luc Reitzer était Jean-Paul Heider.

### Élections de 2002
|                | Jean-Luc Reitzer sortant réélu | UMP              | 29 334 | 59,39  |  |  |  |
|                | Patrick Binder                 | FN               | 7 033  | 14,24  |  |  |  |
|                | Martine Diffor                 | PS               | 6 813  | 13,79  |  |  |  |
|                | Antoine Waechter               | MÉI              | 1 815  | 3,67   |  |  |  |
|                | Laurence Abeille               | Les Verts        | 1 431  | 2,90   |  |  |  |
|                | Jean-Marie Arnold              | MNR              | 744    | 1,51   |  |  |  |
|                | Sébastien Ehret                | Pôle républicain | 622    | 1,26   |  |  |  |
|                | Marie-Madeleine Dubreuil       | LO               | 481    | 0,97   |  |  |  |
|                | Laurent Schnebelen             | Divers           | 409    | 0,83   |  |  |  |
|                | Martine Paoli                  | PCF              | 344    | 0,70   |  |  |  |
|                | Patrick Clauss                 | Divers (UPA)     | 247    | 0,50   |  |  |  |
|                | Claire Reveneau                | Divers (PF)      | 119    | 0,24   |  |  |  |
|                |                                |                  |        |        |  |  |  |
| Inscrits       | Inscrits                       | Inscrits         | 78 403 | 100,00 |  |  |  |
| Abstentions    | Abstentions                    | Abstentions      | 27 998 | 35,71  |  |  |  |
| Votants        | Votants                        | Votants          | 50 405 | 64,29  |  |  |  |
| Blancs et nuls | Blancs et nuls                 | Blancs et nuls   | 1 013  | 2,01   |  |  |  |
| Exprimés       | Exprimés                       | Exprimés         | 49 392 | 97,99  |  |  |  |

Le suppléant de Jean-Luc Reitzer était Eugène Schnebelen, chef d'entreprise, conseiller municipal de Thann.

### Élections de 2007
|                | Jean-Luc Reitzer sortant réélu | UMP            | 31 321 | 63,78  |  |  |  |
|                | Martine Diffor                 | PS             | 6 231  | 12,69  |  |  |  |
|                | Jacqueline Bleny-Wadel         | UDF–MoDem      | 3 660  | 7,45   |  |  |  |
|                | Antoine Waechter               | MÉI            | 1 979  | 4,03   |  |  |  |
|                | Marie-Louise Schueller         | FN             | 1 944  | 3,96   |  |  |  |
|                | Michel Knoerr                  | Les Verts      | 1 239  | 2,52   |  |  |  |
|                | Daniel Willme                  | Divers (UPA)   | 891    | 1,81   |  |  |  |
|                | Nicolas Boder                  | MPF            | 420    | 0,86   |  |  |  |
|                | Bayah Hallal                   | PCF            | 417    | 0,85   |  |  |  |
|                | Nathalie Mulot                 | LO             | 381    | 0,78   |  |  |  |
|                | Christine Thomas               | Divers         | 376    | 0,77   |  |  |  |
|                | Mathieu Lavarenne              | Divers         | 251    | 0,51   |  |  |  |
|                |                                |                |        |        |  |  |  |
| Inscrits       | Inscrits                       | Inscrits       | 83 080 | 100,00 |  |  |  |
| Abstentions    | Abstentions                    | Abstentions    | 33 125 | 39,87  |  |  |  |
| Votants        | Votants                        | Votants        | 49 955 | 60,13  |  |  |  |
| Blancs et nuls | Blancs et nuls                 | Blancs et nuls | 845    | 1,69   |  |  |  |
| Exprimés       | Exprimés                       | Exprimés       | 49 110 | 98,31  |  |  |  |

### Élections de 2012
|                | Jean-Luc Reitzer sortant réélu | UMP                      | 25 010 | 54,80  |  |  |  |
|                | Stéphanie Faesch               | RBM (FN)                 | 6 109  | 13,39  |  |  |  |
|                | Antoine Waechter               | MÉI (PS, EÉLV)           | 4 802  | 10,52  |  |  |  |
|                | Max Delmond                    | Cap21                    | 4 230  | 9,27   |  |  |  |
|                | Alain Koegler                  | Divers droite            | 1 861  | 4,08   |  |  |  |
|                | Geneviève Enggasser            | FG (PCF) (Divers gauche) | 1 793  | 3,93   |  |  |  |
|                | Jean-Luc Koch                  | LT-LNÉ                   | 863    | 1,89   |  |  |  |
|                | Alexandra Delaunay-Hartemann   | CpF (MoDem)              | 739    | 1,62   |  |  |  |
|                | Géraud Ferry                   | LO                       | 231    | 0,51   |  |  |  |
|                |                                |                          |        |        |  |  |  |
| Inscrits       | Inscrits                       | Inscrits                 | 83 583 | 100,00 |  |  |  |
| Abstentions    | Abstentions                    | Abstentions              | 37 274 | 44,6   |  |  |  |
| Votants        | Votants                        | Votants                  | 46 309 | 55,4   |  |  |  |
| Blancs et nuls | Blancs et nuls                 | Blancs et nuls           | 671    | 1,45   |  |  |  |
| Exprimés       | Exprimés                       | Exprimés                 | 45 638 | 98,55  |  |  |  |

### Élections de 2017
Les élections ont eu lieu les 11 et 18 juin 2017.
- Député sortant : Jean-Luc Reitzer (LR)

|                                                   | Patrick Striby         | LREM        | 12 419 | 31,84  | 15 278 | 44,85  |  |  |  |  |  |
|                                                   | Jean-Luc Reitzer*      | LR          | 11 630 | 29,82  | 18 786 | 55,15  |  |  |  |  |  |
|                                                   | Katia Di Leonardo      | FN          | 3 960  | 10,15  |        |        |  |  |  |  |  |
|                                                   | Hervé Ott              | UL          | 3 387  | 8,68   |        |        |  |  |  |  |  |
|                                                   | Marianne Berçot        | LFI         | 2 195  | 5,63   |        |        |  |  |  |  |  |
|                                                   | Antoine Waechter       | MEI         | 1 936  | 4,96   |        |        |  |  |  |  |  |
|                                                   | Jean-Michel Monteillet | DLF         | 1 052  | 2,70   |        |        |  |  |  |  |  |
|                                                   | Catherine Dahmane      | ADA         | 1 046  | 2,68   |        |        |  |  |  |  |  |
|                                                   | Alain Tavan            | CNIP        | 456    | 1,17   |        |        |  |  |  |  |  |
|                                                   | Denis Albisser         | DVD         | 404    | 1,04   |        |        |  |  |  |  |  |
|                                                   | Brigitte Richart       | UPR         | 276    | 0,71   |        |        |  |  |  |  |  |
|                                                   | Géraud Ferry           | LO          | 238    | 0,61   |        |        |  |  |  |  |  |
|                                                   |                        |             |        |        |        |        |  |  |  |  |  |
| Inscrits                                          | Inscrits               | Inscrits    | 85 719 | 100,00 | 85 719 | 100,00 |  |  |  |  |  |
| Abstentions                                       | Abstentions            | Abstentions | 45 922 | 53,57  | 49 150 | 57,34  |  |  |  |  |  |
| Votants                                           | Votants                | Votants     | 39 797 | 46,43  | 36 569 | 42,66  |  |  |  |  |  |
| Blancs                                            | Blancs                 | Blancs      | 588    | 1,48   | 1 883  | 5,15   |  |  |  |  |  |
| Nuls                                              | Nuls                   | Nuls        | 210    | 0,53   | 622    | 1,70   |  |  |  |  |  |
| Exprimés                                          | Exprimés               | Exprimés    | 38 999 | 97,99  | 34 064 | 93,15  |  |  |  |  |  |
| * député sortant                                  |                        |             |        |        |        |        |  |  |  |  |  |
| Résultats sur le site du ministère de l'Intérieur |                        |             |        |        |        |        |  |  |  |  |  |

### Élections de 2022
| Résultats des élections législatives des 12 et 19 juin 2022 de la 3e circonscription du Haut-Rhin |                          |                          |                          |              |              |             |             |
| Candidat                                                                                          | Candidat                 | Parti et coalition       | Nuance                   | Premier tour | Premier tour | Second tour | Second tour |
| Candidat                                                                                          | Candidat                 | Parti et coalition       | Nuance                   | Voix         | %            | Voix        | %           |
|                                                                                                   | Christian Zimmermann     | RN                       | RN                       | 7 838        | 20,38        | 16 037      | 46,09       |
|                                                                                                   | Didier Lemaire           | HOR (ENS)                | ENS                      | 7 563        | 19,66        | 18 757      | 53,91       |
|                                                                                                   | Thomas Zeller            | LR (UDC)                 | LR                       | 6 894        | 17,93        |             |             |
|                                                                                                   | Priscille Silva          | LFI (NUPES)              | NUP                      | 4 774        | 12,41        |             |             |
|                                                                                                   | Jean-Luc Johaneck        | CDTF                     | DIV                      | 2 881        | 7,49         |             |             |
|                                                                                                   | Patrick Striby           | LREM diss.               | DVC                      | 1 946        | 5,06         |             |             |
|                                                                                                   | Jean-Denis Zoellé        | UL                       | REG                      | 1 930        | 5,02         |             |             |
|                                                                                                   | Antoine Waechter         | MEI (TUPV)               | ECO                      | 1 423        | 3,70         |             |             |
|                                                                                                   | Sandrine Noël            | REC                      | REC                      | 1 279        | 3,33         |             |             |
|                                                                                                   | Marc-Thierry Stutzmann   | SE                       | ECO                      | 688          | 1,79         |             |             |
|                                                                                                   | Simone Fischer           | DLF (UPF)                | DSV                      | 626          | 1,63         |             |             |
|                                                                                                   | Louise Koenig            | PA                       | ECO                      | 440          | 1,14         |             |             |
|                                                                                                   | Géraud Ferry             | LO                       | DXG                      | 178          | 0,46         |             |             |
| Votes valides                                                                                     | Votes valides            | Votes valides            | Votes valides            | 38 460       | 98,47        | 34 794      | 93,94       |
| Votes blancs                                                                                      | Votes blancs             | Votes blancs             | Votes blancs             | 442          | 1,13         | 1 717       | 4,64        |
| Votes nuls                                                                                        | Votes nuls               | Votes nuls               | Votes nuls               | 154          | 0,39         | 528         | 1,43        |
| Total                                                                                             | Total                    | Total                    | Total                    | 39 056       | 100          | 37 039      | 100         |
| Abstention                                                                                        | Abstention               | Abstention               | Abstention               | 48 042       | 55,16        | 50 068      | 57,48       |
| Inscrits / participation                                                                          | Inscrits / participation | Inscrits / participation | Inscrits / participation | 87 098       | 44,84        | 87 107      | 42,52       |

### Élections de 2024
| Candidat                 | Candidat                 | Parti et coalition       | Nuances                  | Premier tour | Premier tour | Second tour | Second tour |
| Candidat                 | Candidat                 | Parti et coalition       | Nuances                  | Voix         | %            | Voix        | %           |
| ------------------------ | ------------------------ | ------------------------ | ------------------------ | ------------ | ------------ | ----------- | ----------- |
|                          | Christian Zimmermann     | RN                       | RN                       | 21 791       | 38,86        | 26 883      | 48,08       |
|                          | Didier Lemaire           | HOR (ENS)                | ENS                      | 13 980       | 24,93        | 29 028      | 51,92       |
|                          | Thomas Zeller            | DVD                      | DVD                      | 7 521        | 13,41        |             |             |
|                          | Bénédicte Viroulet       | LFI (NFP)                | UG                       | 7 119        | 12,70        |             |             |
|                          | Jean-Denis Zoelle        | UL (R&PS)                | REG                      | 1 850        | 3,30         |             |             |
|                          | Antoine Waechter         | MEI                      | ECO                      | 1 563        | 2,79         |             |             |
|                          | Gaelle Cressin           | EQ                       | ECO                      | 785          | 1,40         |             |             |
|                          | Sandrine Noel            | REC                      | REC                      | 653          | 1,16         |             |             |
|                          | Simone Fischer           | DLF                      | DSV                      | 579          | 1,03         |             |             |
|                          | Géraud Ferry             | LO                       | EXG                      | 234          | 0,42         |             |             |
|                          |                          |                          |                          |              |              |             |             |
| Votes valides            | Votes valides            | Votes valides            | Votes valides            | 56 075       | 97,79        |             |             |
| Votes blancs             | Votes blancs             | Votes blancs             | Votes blancs             | 921          | 1,61         | 1 884       |             |
| Votes nuls               | Votes nuls               | Votes nuls               | Votes nuls               | 344          | 0,60         | 507         |             |
| Total                    | Total                    | Total                    | Total                    | 57 340       | 100          |             | 100         |
| Abstention               | Abstention               | Abstention               | Abstention               | 30 019       | 34,36        |             |             |
| Inscrits / participation | Inscrits / participation | Inscrits / participation | Inscrits / participation | 87 359       | 65,64        |             |             |